# Bert och datadejten
Bert och datadejten är en ungdomsroman i dagboksform av de svenska författarna Anders Jacobsson och Sören Olsson, utgiven 18 maj 2010.
 Boken är den sjätte delen i den nya serien om Bert Ljung, boken ingår alltså inte i den  traditionella Bert-serien. Det är därför Bert är 14 år igen, men handlingen har flyttats från 1990-talet till 2000-talet, med sms, mms och MSN istället för videobandspelare och 14-tums-TV. Kwok-Hei Mak har illustrerat boken, och illustrationerna är inspirerade av manga.

## Bokomslag
Omslaget visar Bert som sitter framför sin dator.

## Handling
Boken handlar om Bert Ljung under det kalenderår han fyller 14, och börjat vårterminen i 7:an.
Den 21 februari fyller Bert 14 år och får i födelsedagspresent en bärbar dator, där han bland annat spelar onlinespel, använder MSN eller bloggar om Heman Hunters. När han sedan blir ihop med en tjej som heter Amanda måste han minska tiden vid datorn, eftersom Amanda inte gillar datorer. Sedan träffar han en okänd tjej via MSN som kallar sig "Lover Giiiirl 123", som han måste ta reda på vem det är. Berts mamma försöker också utforska sin bisexuella sida och tar med sig hem en kvinna som beter sig som en man. Både Bert och hans pappa blir dock chockerade av det, och i slutet av boken återgår hon till sitt vanliga jag.
Notera: I den första boken i den nya serien, Bert + Samira = Sant?, som utspelar sig under höstterminen i 6:an hade Klimpen flyttat till Motala.
 Nu under vårterminen i 7:an går Klimpen i Berts klass.

### Fotnoter
1. ↑  ”Bert och datadejten” (på engelska). Worldcat. 13 mars 2010. https://www.worldcat.org/title/bert-och-data-dejten/oclc/639907749&referer=brief_results. Läst 30 mars 2015.